# Joris Ouwerkerk
Joris Ouwerkerk (Stallikon, 20 juli 1992) is een Nederlandse snowboarder.

## Carrière
Bij zijn wereldbekerdebuut, op 19 februari 2011 in Stoneham, scoorde Ouwerkerk direct zijn eerste wereldbekerpunten. De Nederlander nam deel aan de wereldkampioenschappen snowboarden voor junioren 2011 in Valmalenco, op dit toernooi eindigde hij als achtentwintigste op het onderdeel slopestyle. Op 29 oktober 2011 behaalde Ouwerkerk zijn eerste podiumplaats, brons, tijdens de wereldbekerwedstrijd Big Air in Londen. Op de WSF wereldkampioenschappen snowboarden 2012 in Oslo werd hij op het onderdeel slopestyle uitgeschakeld in de kwartfinale. In Stoneham-et-Tewkesbury nam de Nederlander deel aan de FIS wereldkampioenschappen snowboarden 2013, op dit toernooi eindigde hij als dertiende op het onderdeel slopestyle.

## Resultaten

### Wereldkampioenschappen
| FIS  | FIS                    | FIS            |
| Jaar | Plaats                 | Resultaten     |
| ---- | ---------------------- | -------------- |
| 2013 | Stoneham-et-Tewkesbury | 13e Slopestyle |

| WSF  | WSF    | WSF           |
| Jaar | Plaats | Resultaten    |
| ---- | ------ | ------------- |
| 2012 | Oslo   | KF Slopestyle |

### Wereldbeker
Eindklasseringen
| Seizoen   | Algm | BA  | SBS |
| --------- | ---- | --- | --- |
| 2010/2011 | 87e  | 42e | –   |
| 2011/2012 | 23e  | 9e  | 23e |